# Ziziphus cyclocardia
Ziziphus cyclocardia är en brakvedsväxtart som beskrevs av Joseph Blake. Ziziphus cyclocardia ingår i släktet Ziziphus och familjen brakvedsväxter. Inga underarter finns listade i Catalogue of Life.